# Pseudothericles compressifrons
Pseudothericles compressifrons är en insektsart som först beskrevs av Carl Stål 1875.  Pseudothericles compressifrons ingår i släktet Pseudothericles och familjen Thericleidae. Inga underarter finns listade i Catalogue of Life.